# Perynea
Perynea is een geslacht van vlinders van de familie uilen (Noctuidae), uit de onderfamilie Acontiinae.

## Soorten
- P. pulchella Nagano, 1918
- P. subrosea Butler, 1881
- P. viridicincta Hampson, 1897